# 张洪清
张洪清（1929年—2023年2月6日），江苏丹阳人，中国人民解放军正军职离休干部、原空军第三军军长。

## 生平
张洪清1945年10月入伍，1946年6月加入中国共产党。历任学员、会计、飞行员、中队长、副大队长、大队长、师射击主任、团长、副师长、师长，空军第三军副军长，空军第二军军长等职。
2023年2月6日，张洪清因病于大连逝世，享年94岁。讣告刊登在5月7日的《解放军报》。